# Haliclona marismedi
Haliclona marismedi är en svampdjursart som först beskrevs av Gustavo Pulitzer-Finali 1978.  Haliclona marismedi ingår i släktet Haliclona och familjen Chalinidae. Inga underarter finns listade i Catalogue of Life.